# Mainzer Domkapitel
Das Mainzer Domkapitel ist ein Kollegium von Geistlichen, das den Bischof von Mainz bei der Leitung der Diözese unterstützt. Ihm obliegt nicht nur die Feier der Liturgie im Dom, als eigenständige juristische Person ist es unter dem Bischof auch mit der Verwaltung der Diözese betraut.

## Geschichte

### Bis zum 9. Jahrhundert
Eine christliche Gemeinde hat es in Mainz wohl schon im 2. Jahrhundert nach Christus gegeben. Wann Mainz Sitz eines Bischofs wurde, ist aber nicht genau bekannt, nach einigen Quellen begann die Reihe der Mainzer Bischöfe mit Mar(t)inus (um 350), ganz sicher ist mit Sidonius (um 565) ein Bischof bezeugt. Die Art der Beziehung zwischen dem Bischof und den Stadtgeistlichen ist aber bis zum 9. Jahrhundert weitgehend unbekannt. Man kann allerdings davon ausgehen, dass auch in Mainz wie anderswo der Bischof mit Klerikern umgeben war, die ihn berieten, unterstützten, notfalls vertraten, die Diözese nach dem Tod des Bischofs während der Sedisvakanz verwalteten und bei der Wahl des neuen Bischofs mitwirkten.

### Entwicklung ab dem 9. Jahrhundert
Auf der Mainzer Synode von 813 wurde den Geistlichen die kanonische Lebensführung geboten, also das Zusammenleben in der Gemeinschaft. Im 9. Jahrhundert begann so die Ausbildung eines Gremiums, das gemeinsamen Dienst an der Domkirche tat und aus dem sich so das Domkapitel entwickelte. Entscheidend für diese Entwicklung war, dass die Domkleriker alsbald nicht mehr aus dem Bistumsvermögen unterhalten wurden, sondern selbst Eigentum erwarben, das sie gemeinsam nutzten und verwalteten. Seit 961 ist die Trennung zwischen Bistumsvermögen und Kapitelsgut festgeschrieben, das Kapitel dadurch selbstständige Körperschaft geworden. Neben der materiellen Eigenständigkeit markierten Erwerb von Befugnissen, Einrichtungen und Rechtsformen diese Entwicklung. Um ihr Zusammenleben zu regeln, gaben sich die Kleriker eine Satzung, ein Siegel (spätestens 1170) und regelten die Aufnahme neuer Mitglieder ins Kapitel. Zur Aufrechterhaltung der Ordnung und der Pflichterfüllung musste eine Disziplinargewalt eingesetzt werden, die vielen Aufgaben der Gemeinschaft führten zur Ausbildung von Ämtern.
Das Domkapitel entwickelte sich somit ab dem 9. Jahrhundert zu einer Gemeinschaft von Klerikern, die gemeinsames Vermögen sowie eine innere Struktur und Verwaltung hatten. Nach Abschluss dieser Entwicklung besaß das Kapitel die Befugnis, seine inneren Angelegenheiten selbstständig zu regeln. Die lose Gemeinschaft von Klerikern um den Ortsbischof hatte sich somit zu einer juristischen Person entwickelt.

### Auflösung des gemeinsamen Lebens seit dem 12. Jahrhundert

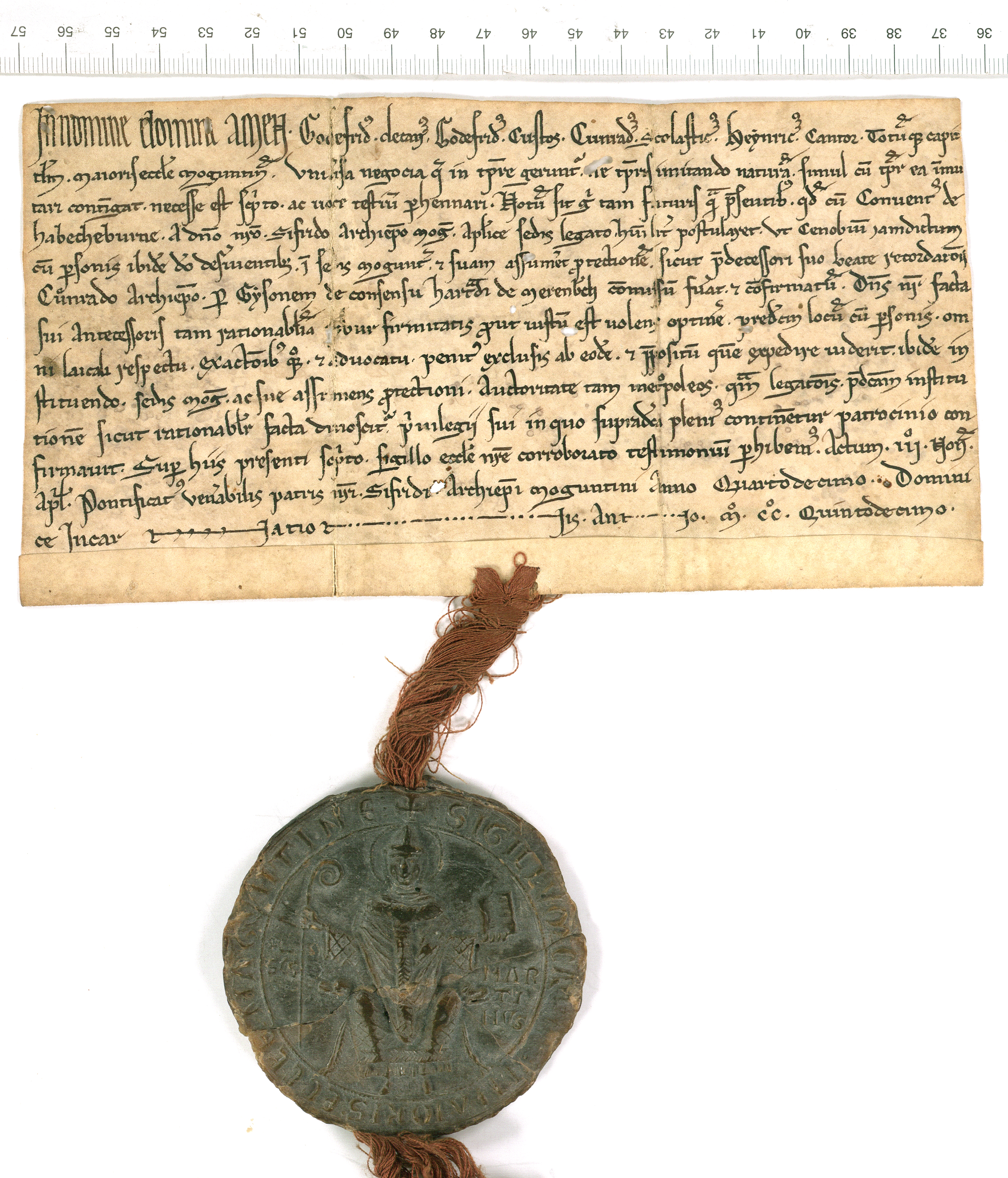
Gottfried (Dekan), Gottfried (Kustos), Konrad (Scholaster), Heinrich (Kantor) und das Domkapitel zu Mainz beurkunden die Schutzerteilung Erzbischof Siegfrieds II. für das Kloster Hachborn (1215 April 3). Siegel des Domkapitels.

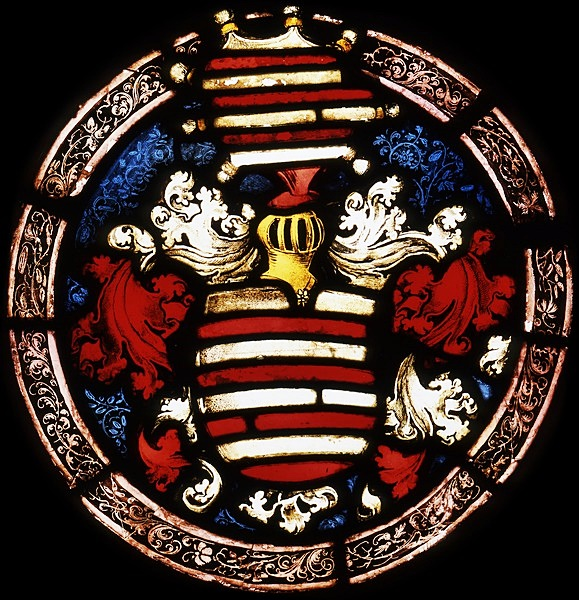
Wappenscheibe des Mainzer Domkapitels, um 1500

Das gemeinsame Leben der Domkapitulare löste sich indes schon bald auf. Diese Entwicklung begann mit dem Beziehen eigener Wohnungen und endete damit, dass das gemeinsame Vermögen in Anteile für jeden Kanoniker aufgeteilt wurde. Dazu kam die Ämterhäufung. Viele Domkapitulare hatten gleichzeitig die Propstei in einem der vielen Stifte der Stadt Mainz inne. Die Pröpste jener Stifte waren oftmals gleichzeitig Archidiakone, also mit der Verwaltung eines größeren Teils der Erzdiözese betraut. Die sich hieraus ergebenden Verpflichtungen machten ein gemeinsames Leben praktisch unmöglich, die Bemühungen der Mainzer Erzbischöfe und sogar einiger Päpste (Urban II. und Paschalis II.), dieser Entwicklung entgegenzuwirken und die Kapitulare zur Residenz zu verpflichten, waren letztendlich erfolglos. Im Jahr 1254 kann so bereits nicht mehr von einem gemeinsamen Leben der Domherren gesprochen werden.
Die Ausweitung der Pflichten und Aufgaben der Domkapitulare in der Verwaltung ihrer Stifte und Archidiakonate ging mit einer Vernachlässigung ihrer Pflichten im Chordienst und der Kapitels- oder Stiftsmessen einher. Um diese Gottesdienste dennoch aufrechtzuerhalten, wurden schon im 12. Jahrhundert Vikare (Vicarius = Stellvertreter) bestellt, auf die die Domkapitulare ihre gottesdienstlichen Verpflichtungen abwälzen konnten.

### Ausweitung der Befugnisse ab dem 13. Jahrhundert

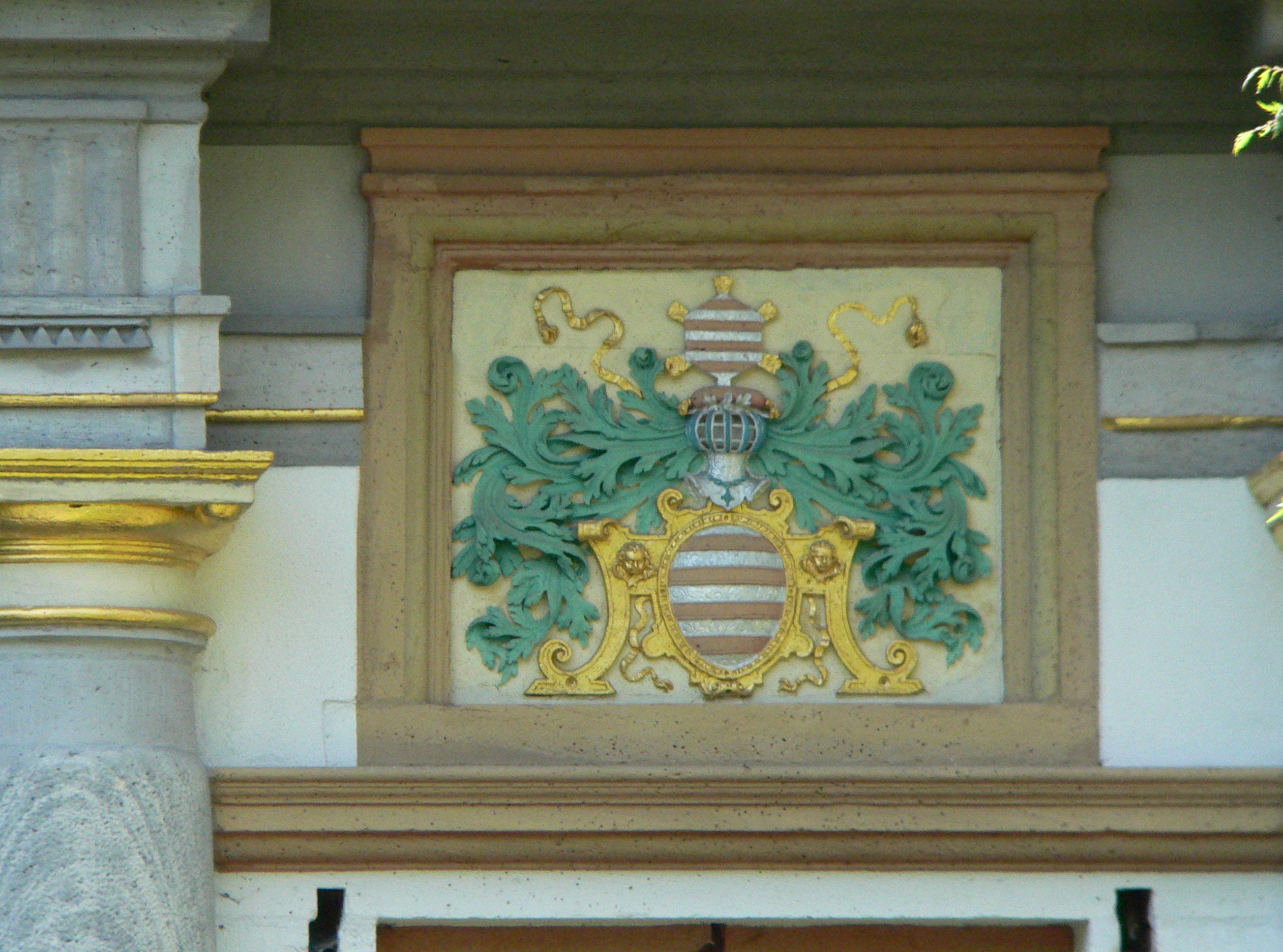
Wappen des Mainzer Domkapitels über dem Tor des Höchster Schlosses

Ab der ersten Hälfte des 13. Jahrhunderts wurde die Mitwirkung an den Aufgaben des Erzbischofs allein eine Sache des Domkapitels, während zuvor auch der übrige Klerus der Stadt sowie die Vertreter von Gemeinschaften daran teilhatten. Die Art der Teilnahme und wann das Kapitel Rechtsakten des Erzbischofs zustimmen musste, war vor allem gewohnheitsrechtlich festgelegt. Die Dignitäre spielten hierbei als Vertreter des Kapitels eine gewichtige Rolle. Die diesbezüglichen Rechte des Domkapitels weiteten sich mit der Zeit aus. Dies führte auch dazu, dass das Domkapitel Anteil an der Regierung der erzbischöflichen Territorien erhielt.
Um seinen Einfluss auszudehnen, nutzte das Domkapitel vor allem sein Recht, den neuen Bischof zu wählen. Dieses Recht, das in der Frühzeit noch vom Stadtklerus und von vornehmen Bürgern ausgeübt worden war, stand seit der zweiten Hälfte des 12. Jahrhunderts endgültig nur mehr dem Domkapitel zu, dem es im 14. und 15. Jahrhundert jedoch durch päpstliche Provisionen wiederholt bestritten wurde. Das Domkapitel ließ sich vom neuen Erzbischof ab 1328 regelmäßig Versprechungen, so genannte Wahlkapitulationen geben, mit denen es sich möglichst weit von der Herrschaft des Erzbischofs freistellen und diesen zur Anerkennung der Privilegien des Kapitels anhalten wollte. So sicherte sich das Domkapitel durch die Wahlkapitulationen Mitspracherechte hinsichtlich der Besetzung verschiedener weltlicher Ämter, vor allem dem Amt des Statthalters bei Abwesenheit des Erzbischofs und bei der Beziehung zu auswärtigen Mächten.
Den Höhepunkt dieser Entwicklung stellt die Wahlkapitulation Diethers von Isenburg dar, die dieser dem Domkapitel anlässlich seiner zweiten Wahl zum Erzbischof 1475 hatte geben müssen. Die Wahlkapitulation verpflichtete den neuen Erzbischof, die Stadtherrschaft an das Domkapitel zu übertragen. Diese Regelung hatte wegen eines bürgerlichen Aufstandes jedoch nur ein Jahr Bestand.

### Beschränkung der Unabhängigkeitsbestrebungen und Reformbeschlüsse des Konzils von Trient
Trotz der Wahlkapitulationen und des nicht geringen Einflusses des Domkapitels unterstanden die Kapitulare wie der gesamte Diözesanklerus der Jurisdiktion durch den Erzbischof, der somit ihnen gegenüber auch das Visitationsrecht ausüben konnte. Ab 1555 versuchten die Domkapitulare hiervon befreit zu werden. Das gerade tagende Konzil von Trient verbot jedoch solche Bestrebungen und ordnete außerdem an, dass wenigstens die Hälfte der Kanoniker Priester sein sollten und ebenfalls die Hälfte einen akademischen Grad in Theologie oder dem kanonischen Recht haben sollte. Zudem ordnete das Konzil die Bestellung eines Domtheologen und eines Bußkanonikers an. Außerdem beschnitt das Konzil die Stellung der Domkapitel während der Sedisvakanz, indem es ihnen auferlegte, innerhalb von acht Tagen einen Kapitelsvikar zu bestellen, der die Diözese anschließend unabhängig vom Domkapitel zu verwalten hatte. An der Praxis der Wahlkapitulationen änderten die Beschlüsse des Trienter Konzils allerdings nichts.
Das 17. Jahrhundert war durch den Absolutismus geprägt, folglich standen an der Spitze der Fürstentümer oftmals Regenten, die ein absolutistisches Herrschaftsverständnis vertraten. Die geistlichen Fürstentümer, also auch der Mainzer Kurstaat mit dem Erzbischof und Kurfürsten an der Spitze, machten hierbei keine Ausnahme. Den Bestrebungen des Domkapitels nach mehr Macht und dem Status einer zweiten Kraft auch im Kurstaat lief diese Entwicklung zuwider. Dazu kam, dass die Praxis der Wahlkapitulationen von den machtbewussten Erzbischöfen, vor allem aber auch von der römischen Kurie und der Reichsgewalt immer kritischer gesehen wurde. Papst Innozenz XII. untersagte 1695 in der Bulle Ecclesiae Catholicae alle vor der Wahl eingegangenen Vereinbarungen und unterwarf nach der Wahl getroffene Abmachungen der Prüfung der römischen Kurie. Dies und Verdikte der Reichsgewalt, die durch die Wahlkapitulationen ihren Einfluss auf die Reichsbistümer schwinden sah, führte dazu, dass Wahlkapitulationen bedeutend vorsichtiger formuliert wurden. Spektakuläre Forderungen wie noch 1475 wurden so nicht mehr erhoben.

### Neubeginn nach dem Ende des Erzbistums

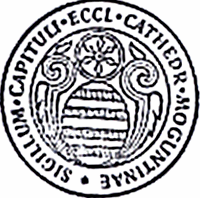
Siegel

Der Untergang des Erzbistums stellt auch eine Zäsur in der Geschichte des Mainzer Domkapitels dar. Zu beachten ist dabei, dass Mainz schon 1801 französisches Bistum wurde, also noch bevor Kurstaat und altes Erzbistum endgültig abgewickelt waren (1803). Insoweit bestanden also für kurze Zeit Doppelstrukturen.
In den Wirren der Revolutionskriege zu Beginn des 19. Jahrhunderts kam die Stadt Mainz wie gesagt unter französische Herrschaft. Die Franzosen nahmen auch eine Neugliederung des Bistums vor. Das alte Erzbistum und sein Domkapitel bestanden rechtsrheinisch noch bis 1803 weiter, ehe sie endgültig untergingen. Die Franzosen schlossen mit der Kirche schon 1801 ein Konkordat, das die Errichtung von Kathedralkapiteln an jeder Bischofskirche vorsah. Das neue Mainzer Domkapitel erhielt 1809 durch Bischof Joseph Ludwig Colmar eine Satzung. Es sah zehn wirkliche und fünf Ehrendomkapitulare vor. Die Dignitäten und Domizellaren waren abgeschafft. Das Mainzer Domkapitel besaß nun keine staatliche Funktion mehr und übte nur noch innere Aufgaben aus. Die Beratungsfunktion bei der Leitung der Diözese musste es sich mit anderen Klerikern teilen, die zusammen den Geistlichen Rat bildeten.
Nach dem Abzug der Franzosen und den Beschlüssen des Wiener Kongresses von 1815 kam Mainz ans Großherzogtum Hessen-Darmstadt. Seine in der Zirkumskriptionsbulle Provida solersque vom 16. August 1821 festgelegten Grenzen stimmen daher auch weitgehend mit denen des Großherzogtums überein. Die Bulle errichtete in Mainz ein Kathedralkapitel, das aus der Dignität des Dekans und sechs Domkapitularen bestand. Ihnen waren zur Unterstützung vier Dompräbendaten (Vikare) beigestellt. Dem Landesherren, also dem Großherzog, waren bei der Besetzung der Stellen gewisse Mitbestimmungsrechte zugesprochen. Ihm war die Liste der geeigneten Kandidaten vorzulegen, aus der er ihm nicht genehme Namen streichen konnte. Die endgültige Einsetzung erfolgte schließlich alternierend durch Wahl des Kapitels bzw. Ernennung durch den Bischof. Am 5. November 1829 wurden die ersten Domkapitulare ernannt. Das Domkapitel hatte gemäß der Bulle das Recht, den Bischof zu wählen.
In einem Edikt vom 30. Januar 1830 bestimmte der hessische Staat das Weitere: Danach mussten die Domkapitulare die Priesterweihe empfangen haben, älter als 30 Jahre und der Diözese zugehörig sein. Außerdem erklärte es das Domkapitel zur obersten Verwaltungsbehörde unter dem Bischof (Bischöfliches Ordinariat), das kollegial zu arbeiten habe.
Das neu erlassene kirchliche Gesetzbuch (CIC) von 1917 und die Weimarer Reichsverfassung machten Änderungen an den Statuten des Mainzer Domkapitels notwendig. Bei der Wahl des Domdekans 1920 blieb jedoch unter Vorbehalt alles beim Alten. 1923 wurde der Domdekan durch den Bischof bestimmt, ehe Rom darauf bestand, sich in Zukunft nach dem CIC von 1917 zu richten.
Durch das Reichskonkordat von 1933 wurde die Gültigkeit des Badischen Konkordats auch auf das Bistum Mainz ausgedehnt. Danach wurde die Dignität des Domdekans vom Heiligen Stuhl abwechselnd auf Ansuchen des Bischofs in Einvernehmen mit dem Domkapitel oder auf Ansuchen des Domkapitels in Einvernehmen mit dem Bischof verliehen. Die Kanoniker wurden abwechselnd nach Anhörung und mit Zustimmung des Domkapitels ernannt. Die Praxis der Ernennung von Ehrendomkapitularen blieb bestehen, diese haben jedoch nicht die im Badischen Konkordat festgelegten Rechte.

### Das Domkapitel heute
Die Rechtsgrundlage des heutigen Mainzer Domkapitels ist weiterhin das Reichskonkordat von 1933, das die Gültigkeit des Badischen Konkordates auch auf die Diözese Mainz erstreckt. Vornehmstes Recht ist danach die Wahl des neuen Bischofs. Dazu reicht das Domkapitel eine Liste geeigneter Kandidaten an den Heiligen Stuhl, der hieraus dem Kapitel einen Dreiervorschlag (Terna) unterbreitet. Aus diesem wählt das Kapitel den neuen Bischof. Auf das Recht, die Dignität des Domdekans selbst zu verleihen, verzichtete der Vatikan 1966. Nach den Statuten, die zuletzt am 29. Februar 2000 neu gefasst wurden, sind die Kapitulare gebeten, mit Vollendung des 70. Lebensjahres ihren Verzicht zu erklären, mit Vollendung des 75. Lebensjahres sind sie hierzu verpflichtet.

## Mitglieder und Organisation

### Allgemeines
Der Oberbegriff für die Mitglieder des Domkapitels war Kanoniker. Sie unterteilten sich in Kapitulare und Domizellare. Erstere waren vollberechtigte Domherren (capitularis), hatten also Stimmrecht in der Versammlung, einen festen Platz im Chorgestühl und bezogen ein Einkommen aus dem Kapitelsvermögen. Die Domizellare (canonici non capitulares) hatten dagegen keine derartigen Rechte. Sie unterteilten sich abermals in non emancipati und emancipati. Dies hing davon ab, ob sie bereits der Aufsicht des Domscholasters entwachsen waren oder nicht. Domizellare mussten vor der Emanzipation, also vor der Aufnahme als Vollmitglieder, ein Residenzjahr an der Domkirche absolviert haben und ein zweijähriges Studium an einer anerkannten Universität nachweisen. Domizellare mussten zudem die Subdiakonatsweihe empfangen haben, Domkapitulare waren gehalten, zumindest die Diakonatsweihe zu empfangen, kamen jedoch oft nicht über den Subdiakon hinaus. Die Aufnahme (Admission) eines Domizellars als Kapitular in Kapitel erfolgte regelmäßig in einem Generalkapitel.
Weil die Domkapitulare, wie bereits beschrieben, oftmals nicht über die Subdiakonatsweihe hinauskamen, wurden ab 1277 vier Priesterpfründen errichtet, deren Inhaber, die so genannten Priesterkanoniker, als überzählige Kapitulare (Supernumerare) ins Domkapitel aufgenommen wurden. Sie waren zur Residenz verpflichtet.
Der Unterhalt eines Domkapitulars setzte sich aus seiner Pfründe und den Präsenzgeldern (für die Teilnahme an Konventsmesse und Chorgebet) zusammen. Allerdings gab es keine einzelnen Pfründen für jeden Kapitular. Der Unterhalt erfolgte stets aus dem gemeinsamen Besitz des Kapitels.

### Ergänzung
Um in das Domkapitel zu gelangen, bestanden sechs Möglichkeiten der Ergänzung: Nomination (oder Kooptation = Selbstergänzung), erzbischöfliche Provision, päpstliche Provision, so genannte kaiserliche Erste Bitten, Resignation des Vorgängers oder Wahl zum Priesterkanoniker. Dem Erzbischof oblag die Bestätigung des neuen Kapitulars. Ab 1328 konnte nur noch Kanoniker werden, wer mindestens dem niederen Adel angehörte. Später mussten vier, schließlich sogar 16 adelige Vorfahren nachgewiesen werden. Die Aufnahme neuer Mitglieder erfolgte regelmäßig im Generalkapitel.

### Sitzungen
Die Willensbildung des Domkapitels fand immer auf den Sitzungen statt. Sitzungen fanden in der Regel einmal die Woche statt, viermal im Jahr tagte das Generalkapitel. Die Termine des Generalkapitels waren festgelegt, bei Bedarf konnten zusätzliche Kapitel abgehalten werden. Nach der gegenwärtigen Satzung finden Sitzungen aus gegebenem Anlass, wenigstens aber einmal im Jahr statt. Bei Bedarf können auch die Dompräbendaten zu Sitzungen eingeladen werden.

### Die Dignitäre
Die Dignitäre (oder Prälaten) waren Mitglieder des Kapitels, die durch Rang und Funktion hervorragten. Es waren dies der Propst, der Dekan, der Kustos, der Scholaster und der Kantor. Sie wurden ursprünglich vom Kapitel gewählt und besaßen mehr Rechte (u. a. das Recht zum Tragen der Mitra) und höhere Einkünfte als die übrigen Kapitulare. Die neue Satzung des Domkapitels von 1809, die aufgrund des französischen Konkordats von 1801 erlassen worden war, sah keine Dignität mehr vor. Nach der Neuumschreibung des Bistums durch die Bulle Provida solersque 1821 war schließlich lediglich die Dignität des Domdekans vorgesehen.

### Propst
Die höchste Dignität war die des Dompropstes, der ursprünglich an der Spitze des Domkapitels stand. Ihm oblagen vor allem die Verwaltung des Kapitelvermögens und die Verteilung der Einkünfte auf die Mitglieder und die Bediensteten. Dabei unterstützten ihn Gehilfen, so dass er selbst alsbald nicht mehr unmittelbar an diesen Geschäften beteiligt war, eine Entwicklung, die sich ähnlich auch bei den meisten anderen Dignitäten einstellte.
Des Weiteren war der Dompropst immer auch Archidiakon des Sprengels der Domkirche, also der Stadt Mainz und ihrer Umgebung. Diese Arbeit entfremdete ihn langsam vom inneren Leben das Domkapitels. Ab dem späten Mittelalter war der Dompropst nicht mehr zwingend Mitglied des Domkapitels und stand so gewissermaßen neben demselben. Er residierte häufig nicht in der Stadt, sondern bisweilen am päpstlichen Hof. Der Heilige Stuhl behielt sich seit dem späten 13. Jahrhundert folgerichtig auch häufig die Besetzung des Amts vor. Dies änderte sich erst im Jahre 1562, als das Kapitel das Recht der freien Wahl zurückerhielt. 1574 wurde dem Dompropst eine halbjährige Residenzpflicht vorgeschrieben. Ab 1675 war er wieder regelmäßig Mitglied des Domkapitels als erster Prälat, während der Dekan Haupt des Kapitels blieb.

### Dekan
Vorsteher des Domkapitels war der Dekan, der auch als Haupt des Klerus der ganzen Diözese galt. Er war zum Empfang der Priesterweihe verpflichtet und musste an der Domkirche residieren. Zuständig war er für die Leitung der inneren Angelegenheiten der Kooperation, für die Einhaltung der Disziplin und der gottesdienstlichen Verpflichtungen, die Einberufungen der Kapitelsitzungen, die Aufstellung der Tagesordnung und den Vorsitz bei den Sitzungen, sowie die Jurisdiktion über die Mainzer Stifte. Der Dekan wurde vom Domkapitel gewählt. Nach der Abschaffung der Dignitäten nach der Entstehung des neuen Bistums Mainz (ab 1801) wurde allein das Amt des Dekans durch die Neuumschreibungsbulle von 1821 wiedereingerichtet. Es besteht bis heute fort.

### Kustos
Der Kustos war ursprünglich für die Instandhaltung von Kathedrale und Geläut sowie für die Pflege des Domschatzes, der Reliquien und der liturgischen Geräte und Gewänder verantwortlich. Schon im 11. Jahrhundert stand ihm der Subkustos als Helfer zur Seite. Wie auch der Dompropst war der Kustos im Laufe der Zeit immer weniger unmittelbar mit seinen Zuständigkeiten beschäftigt. Ab dem Ende des 12. Jahrhunderts war er gleichzeitig Propst des St.-Johannesstiftes und somit Archidiakon eines in der Nähe des Fuldaer Raums gelegenen Archidiakonats.

### Scholaster
Dem Scholaster oblag ursprünglich die Leitung der Domschule. Außerdem war er für die Ausbildung der Domizellare verantwortlich. Wie der Domdekan musste er die Priesterweihe empfangen haben und Residenz halten. Im Laufe der Zeit stieg er zu dessen Stellvertreter auf. Auch hier kam es bald zu einer Entwicklung, die den Scholaster von seinen ureigenen Aufgaben entfernte. Die Aufgaben bei der Leitung der Domschule übernahm ein von ihm angestellter Magister scholarum. Auch an der Ausbildung der Domizellare war er immer weniger beteiligt.

### Kantor
Der Domkantor war für Vorbereitung und Durchführung der Liturgie verantwortlich. Für ihn galt deshalb eine strengere Residenzpflicht als bei den übrigen Domkapitularen. Auch er hatte bald einen Stellvertreter („Succentor“), der seine Aufgaben übernahm. Jedoch schrieb eine Direktive weiterhin Feiern vor, bei denen der Kantor selbst seine ureigenen Verpflichtungen zu übernehmen hatte.

### Anzahl der Kanoniker
Die Anzahl der Kapitulare war in der Frühzeit wohl nicht festgelegt. So legte die Mainzer Synode von 813 zwar das kanonische Zusammenleben der Kleriker fest, nicht aber ihre Zahl. Sie bemaß sich wohl an der Möglichkeit des Unterhalts aus dem Kapitelsvermögen. 1405 legte Erzbischof Johann II. von Nassau ihre Zahl auf 24 fest. Dazu kamen normalerweise 16 Domizellare. Ausgenommen von der Begrenzung auf 24 aber waren weiterhin die Priesterkanoniker, die überzählige Domkapitulare blieben.
Das französische Bistum (ab 1801) sah aufgrund seiner Satzung von 1809 zehn wirkliche und fünf Ehrenkanoniker vor. Domizellare gab es keine mehr. Nach der Neuumschreibung des Bistums 1821 waren durch die Neuumschreibungsbulle sieben Domkapitulare (inklusive des Dekans) und vier Dompräbendaten vorgesehen. Diese Zusammensetzung weist das Domkapitel noch heute auf. Obwohl weder durch die Bulle noch durch ein später gesetztes Recht bestimmt, blieb auch die Praxis der Ernennung von Ehrendomkapitularen bis heute bestehen. So ist der Propst am Wormser Dom häufig auch Ehrendomkapitular in Mainz.
Das Domkapitel besteht heute aus dem Dekan und sechs Domkapitularen. Diesen zugeordnet, aber nicht zur juristischen Körperschaft des Domkapitels gehörig sind die Ehrendomkapitulare und vier Dompräbendaten, die gemeinsam mit dem Dekan und den Kapitularen den erweiterten Kreis des Mainzer Domkapitels bilden. Sofern sie nicht bereits dem Domkapitel angehören, erhalten zusätzlich der Dompfarrer und der Bischöfliche Kaplan für die Dauer ihrer Amtszeit den Rang eines Dompräbendaten.